# Nieuw-Apostolische kerk (Breda)
De Nieuw-Apostolische kerk is een kerkgebouw in de Noord-Brabantse stad Breda, gelegen aan de Balfortstraat 63.

## Geschiedenis
In 1946 werd te Breda een Nieuw-Apostolische gemeente opgericht. Men kerkte aanvankelijk in afgehuurde lokalen, maar in 1948 werd een villa aangekocht aan de Cartier van Disselstraat 24, en deze werd als kerkruimte ingericht. De gemeente groeide en had omstreeks 1970 ongeveer 115 leden.
Men zocht een grotere kerkruimte en in 1979 werd de kerk van het Apostolisch Genootschap aan de Balfortstraat 63 hiervoor uitgekozen. Deze kerk werd in 1980 als Nieuw-Apostolische kerk heropend.
De villa aan de Cartier van Disselstraat werd gesloopt en er verrezen woningen.
Het kerkje aan de Belfortstraat is een eenvoudig gebouw onder zadeldak met voorportaal en zonder toren.